# Butvydas litván nagyfejedelem
Butvydas vagy Pukuveras (†1295?), Litvánia nagyfejedelme 1290-1295 között. A Gediminas-dinasztia közvetlen őse.

## Élete
Akárcsak elődeiről, Butvydasról is nagyon szűkös források állnak rendelkezésre. Butigeidis nagyfejedelem fivére volt és az orosz Ipatyevi krónika szerint együtt adták át Vavkaviszk városát Msztyiszláv Danyilovics volhíniai fejedelemnek; emiatt lehetséges, hogy közösen kormányoztak. Testvére 1290 körüli halála után ő lett a nagyfejedelem. Peter von Dusburg krónikája az egyetlen megbízható forrás, mely uralkodóként (Rex Lethoviae) említi az 1291. évről szólva, amikor a lengyelek ellen vezetett hadjáratot.
1295-ös halála után fia, Vytenis követte a trónon. Lehetséges, hogy ő volt az apja a dinasztia nevét adó Gediminasnak is. 

## Fordítás
- Ez a szócikk részben vagy egészben  a(z)   Пукувер Будивид című orosz Wikipédia-szócikk ezen változatának fordításán alapul.  Az eredeti cikk szerkesztőit annak laptörténete sorolja fel. Ez a jelzés csupán a megfogalmazás eredetét és a szerzői jogokat jelzi, nem szolgál a cikkben szereplő információk forrásmegjelöléseként.

| Előző uralkodó: Butigeidis | Litvánia nagyfejedelme 1290-1295 | Következő uralkodó: Vytenis |